# حامل المروحة على يمين الملك
| G47 | S37 | Hr · Z1 | R14 | a · n | M23 |

| G47 | S37 | Hr · Z1 | R14 | a · n | M23 |

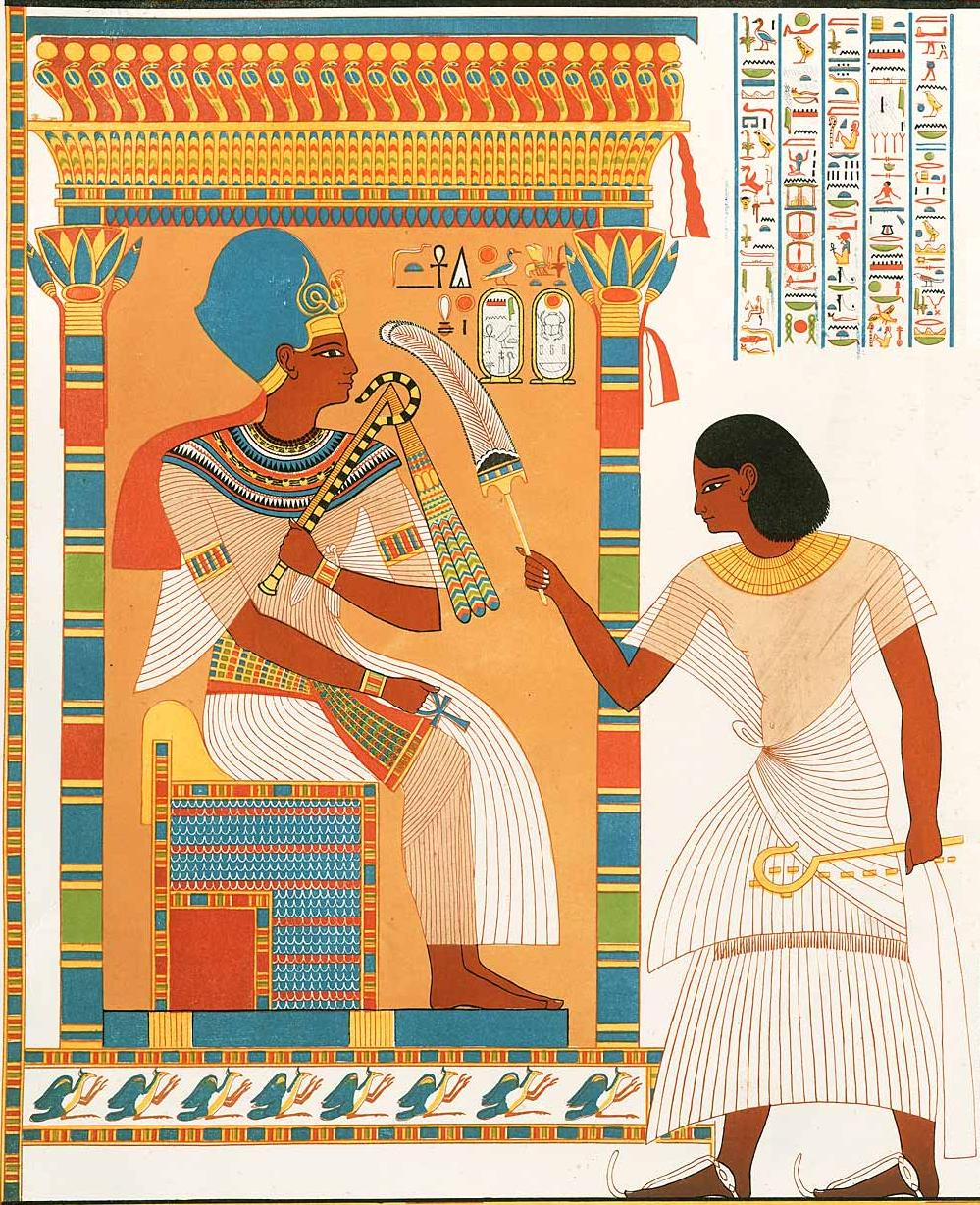
نائب الملك في كوش أمنحوتب هوي يحمل المروحة الطويلة أحادية الريشة كدلالة على منصبه كحامل مروحة

حامل المروحة على يمين الملك كان منصباً في البلاط المصري القديم.
يشير اللقب إلى علاقة حامله الشخصية والوثيقة مع الفرعون. في عهد أمنحتب الثاني وتحوتمس الرابع، كان يحمل اللقب مسؤولون مثل نائب الملك في كوش، وكبير خدم الملك، والعديد من المُربين، مثل سنيدجم [الإنجليزية] في عهد توت عنخ آمون. تُظهر الصور حامل المروحة وهم يحمل مروحة طويلة بريشة واحدة. من بين حاملي اللقب المهمين ماحربري المدفون في وادي الملوك.